# Voßbach (Angel)
Der Voßbach ist ein orografisch rechter Nebenfluss der Angel in Nordrhein-Westfalen, Deutschland.

## Name
Der Namensteil Voß ist in der nieder- bzw. plattdeutsche Sprache das Wort für Fuchs. Somit hat der Name des Baches mit dem Vorkommen von Füchsen im Umfeld des Baches zu tun. Dies war ein übliches Vorgehen bei Namensbildungen in früherer Zeit.

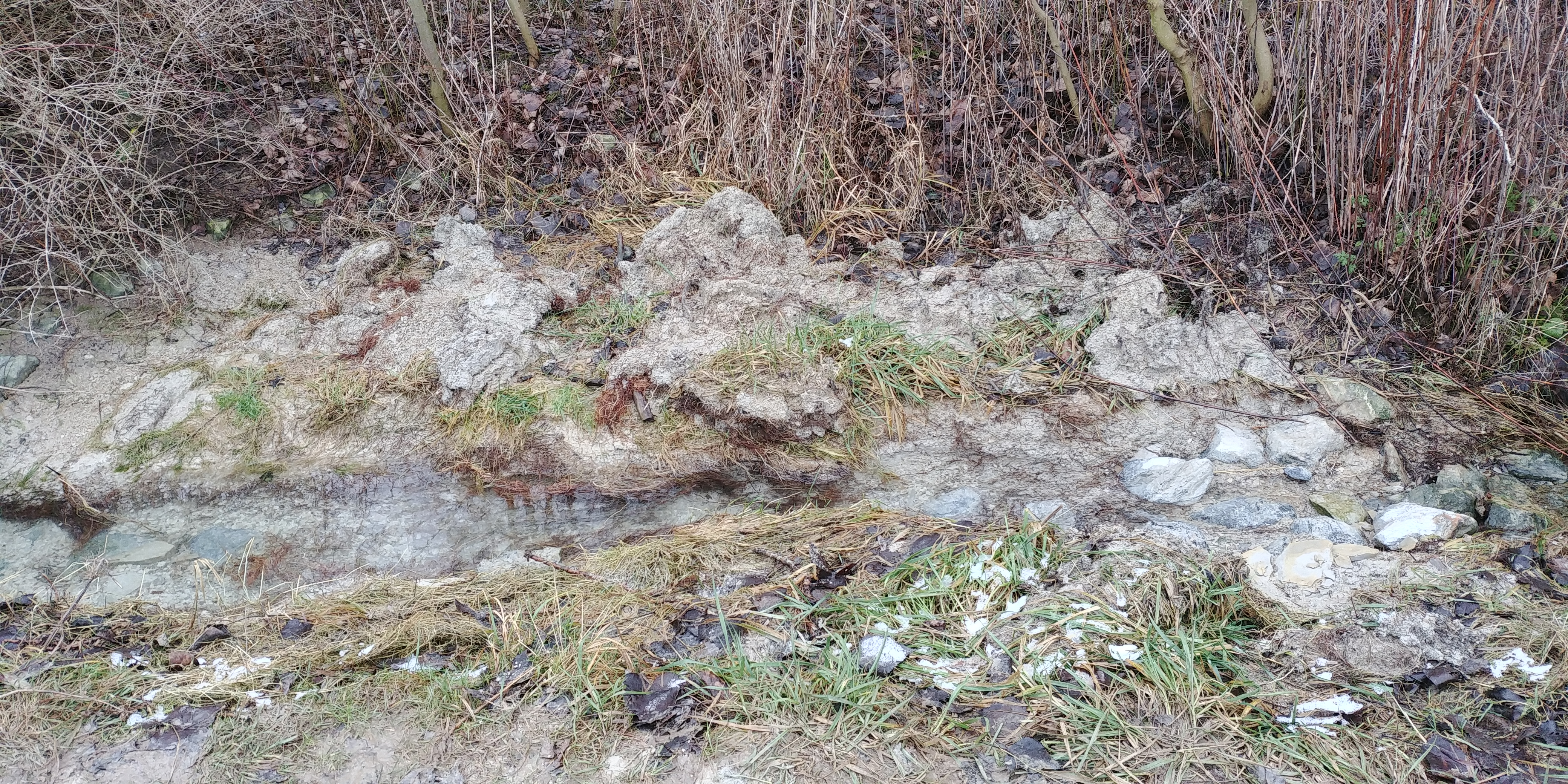
Quelle des Voßbach bei Ennigerloh

## Geographie
Der Voßbach entspringt westlich von Ennigerloh nahe dem Entsorgungszentrum ECOWEST auf einer Höhe von 103 m über NN. Die Quelle selber ist ein 10 m² großer Bereich, wo Wasser von unten/den Seiten an die Oberfläche drückt. Dieses Wasser fließt westwärts Richtung dem Ortsteil Enniger. Durchquert den Ortsteil mittig und fließt danach weiter leicht westwärts durch die Bauerschaft Wessenhorst (Ortsteil Enniger). Dort verändert sich die Richtung des Bachverlaufes nach Nordwest und bildet für rund 3 km die kommunale Grenze zwischen der Stadt Sendenhorst und dem Ortsteil Hoetmar (Stadt Warendorf). Danach geht es weiter am westlichen Waldrand des Waldgebietes Kettelerhorst. In dem Wald befinden sich noch Altarme des Voßbaches, die teils nicht mehr am Fluss angebunden sind. Schlussendlich mündet der Voßbach ca. 900 Meter nach dem Kettelerhorst südlich von Everswinkel, bei der Bauerschaft Schuter in die Angel.

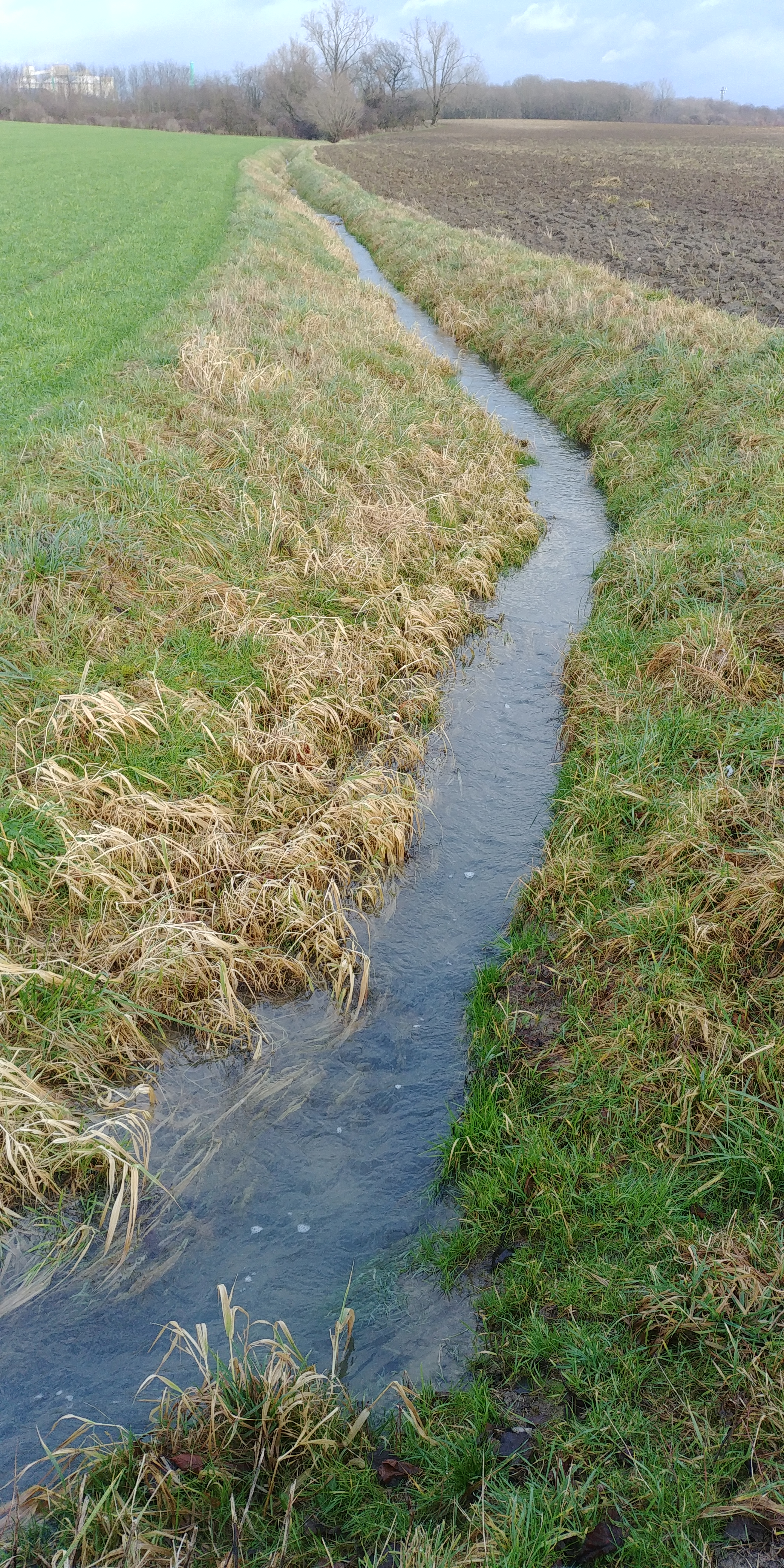
Voßbach Oberlauf

Auf seinem Weg überwindet der Voßbach einen Höhenunterschied von 39 m.